# 皮尔纳
皮尔纳（德語：Pirna，發音：[ˈpɪʁna] ⓘ，發音：[ˈpʲɪʁnɔ]）是德国萨克森州萨克森施韦茨-东厄尔士山县的城市，也是萨克森施韦茨-东厄尔士山县的县治，面积53.06平方千米，2023年12月31日人口为39,303人。